# Negentropie
Negentropie ist die Kurzbezeichnung für negative Entropie und ist ein Spezialfall der Synentropie. Allgemein ist die Negentropie definiert als Entropie mit negativem Vorzeichen. Sie kann interpretiert werden als ein Maß für die Abweichung einer Zufallsvariablen von der Gleichverteilung. Da die Entropie (Unordnung oder Zufälligkeit) einer gleichverteilten Zufallsfolge maximal ist, folgt, dass die Negentropie dieser Folge minimal wird. In der informationstheoretischen Interpretation der Entropie ist damit die Negentropie groß, wenn in einer Zeichenfolge viel Information steckt, und klein in einer zufälligen Zeichenfolge.

## Definition
Negentropie wird unterschiedlich definiert. Die einfachste Definition (s. o.) lautet: Negentropie ist negative Entropie.
Eine weitere Definition definiert Negentropie {\displaystyle J} für eine diskrete Zufallsvariable {\displaystyle y} so, dass sie der Redundanz entspricht:
{\displaystyle J(y)=H(y_{\text{gleich}})-H(y)}
mit
- der Entropie {\displaystyle H(y)}; entscheidend ist, dass sie gemäß der o. g. Definition mit negativem Vorzeichen eingeht
- einer Normierung {\displaystyle H(y_{\text{gleich}})} einer gleichverteilten Variable {\displaystyle y_{\text{gleich}}} (mit der gleichen Korrelations- und Kovarianzmatrix wie {\displaystyle y}).

Durch geeignete Normierung kann man erreichen, dass die Negentropie der gleichverteilten Variable gleich Null ist:
{\displaystyle \Rightarrow J(y_{\text{gleich}})=0}

## Interpretation und Sonstiges
Der Begriff negative Entropie wurde von Erwin Schrödinger in seinem Buch Was ist Leben geprägt bzw. von Boltzmann übernommen. Er definiert Leben als etwas, das negative Entropie aufnimmt und speichert. Das bedeutet, dass Leben etwas sei, das Entropie exportiert und seine eigene Entropie niedrig hält: Negentropie-Import ist Entropie-Export.
Auch wenn Schrödinger mit negativer Entropie freie Energie meinte, wie er in einer Fußnote schrieb, widerspricht das entgegen der oftmals vorgebrachten Auffassung nicht dem Zweiten Hauptsatz der Thermodynamik, da dieser Prozess unter Energiezufuhr (bei Pflanzen etwa durch das Sonnenlicht) stattfindet.
Léon Brillouin verkürzte die Bezeichnung später zu Negentropie, um den Sachverhalt auf „positivere“ Weise auszudrücken: Ein lebendiges System nimmt Negentropie auf und speichert sie. Organismen verändern sich negentropisch durch Energienutzung. Wegen des Energiebedarfs sind Organismen offene Systeme.
Was die Verwendung in anderen Gebieten betrifft, scheint der Begriff der Negentropie nicht eindeutig definiert zu sein.
Im Lexikon der Biologie wird Negentropie definiert als durchschnittlicher Informationsgehalt des Einzelzeichens innerhalb einer gegebenen Zeichenkette, womit ein Bezug zur Informationstheorie hergestellt wird. Dies entspricht auch dem oben genannten Beispiel für die Gleichverteilung, da bei einer „gleichverteilten“ Variable keine zusätzliche Information gegenüber einer „Gleichverteilung“ vorhanden ist.
Etwas anders wird der Begriff von soziologischen Systemtheoretikern definiert, nämlich als „Negation der Entropie“ bzw. als „Zunahme von Komplexität“. Damit ist Negentropie hier gleichbedeutend mit Ordnung oder Information und damit ein Kennzeichen der Entstehung oder Abgrenzung von Systemen. Eine weitere (freie) Übersetzung wäre: „Abwesenheit von (relativ vollständiger) Entropie“ oder auch entsprechend: „Abwesenheit von Chaos“.

## Negentropie und Ordnung
Ähnlich uneinheitlich wie der Begriff Negentropie wird der Begriff Ordnung verwendet, der mit der Negentropie meistens gleichgesetzt wird.